# Тезе-Эзи
Тезе́-Эзи́ (фр. Taizé-Aizie) — коммуна во Франции, находится в регионе Пуату — Шаранта. Департамент — Шаранта. Входит в состав кантона Рюффек. Округ коммуны — Конфолан.
Код INSEE коммуны — 16378.
Коммуна расположена приблизительно в 350 км к юго-западу от Парижа, в 60 км южнее Пуатье, в 50 км к северу от Ангулема.

## Население
Население коммуны на 2008 год составляло 561 человек.
| 1962 | 1968 | 1975 | 1982 | 1990 | 1999 | 2008 |
| ---- | ---- | ---- | ---- | ---- | ---- | ---- |
| 458  | 408  | 412  | 485  | 544  | 564  | 561  |

## Экономика
В 2007 году среди 355 человек в трудоспособном возрасте (15—64 лет) 273 были экономически активными, 82 — неактивными (показатель активности — 76,9 %, в 1999 году было 72,1 %). Из 273 активных работали 250 человек (144 мужчины и 106 женщин), безработных было 23 (7 мужчин и 16 женщин). Среди 82 неактивных 18 человек были учениками или студентами, 44 — пенсионерами, 20 были неактивными по другим причинам.

## Достопримечательности
- Приходская церковь Сен-Пьер, была отреставрирована в XIX веке
  - Бронзовый колокол (1666 год). На колоколе выгравирована надпись: JESUS MARIA JOSEPH. SANCTE PETRE ORA PRO NOBIS. FRANÇOIS TOUZALIN, PRIEUR DE CEANS. DAMOISELLE MARIE POISSON, MARINE, FILLE DE FRANÇOIS ESCUYER, SEIGNEUR DE OISIOLLE. 1666. Исторический памятник с 1944 года[3]
- Мельница (XIX век)
- Литейный и мукомольный завод (1731 год)

## Фотогалерея

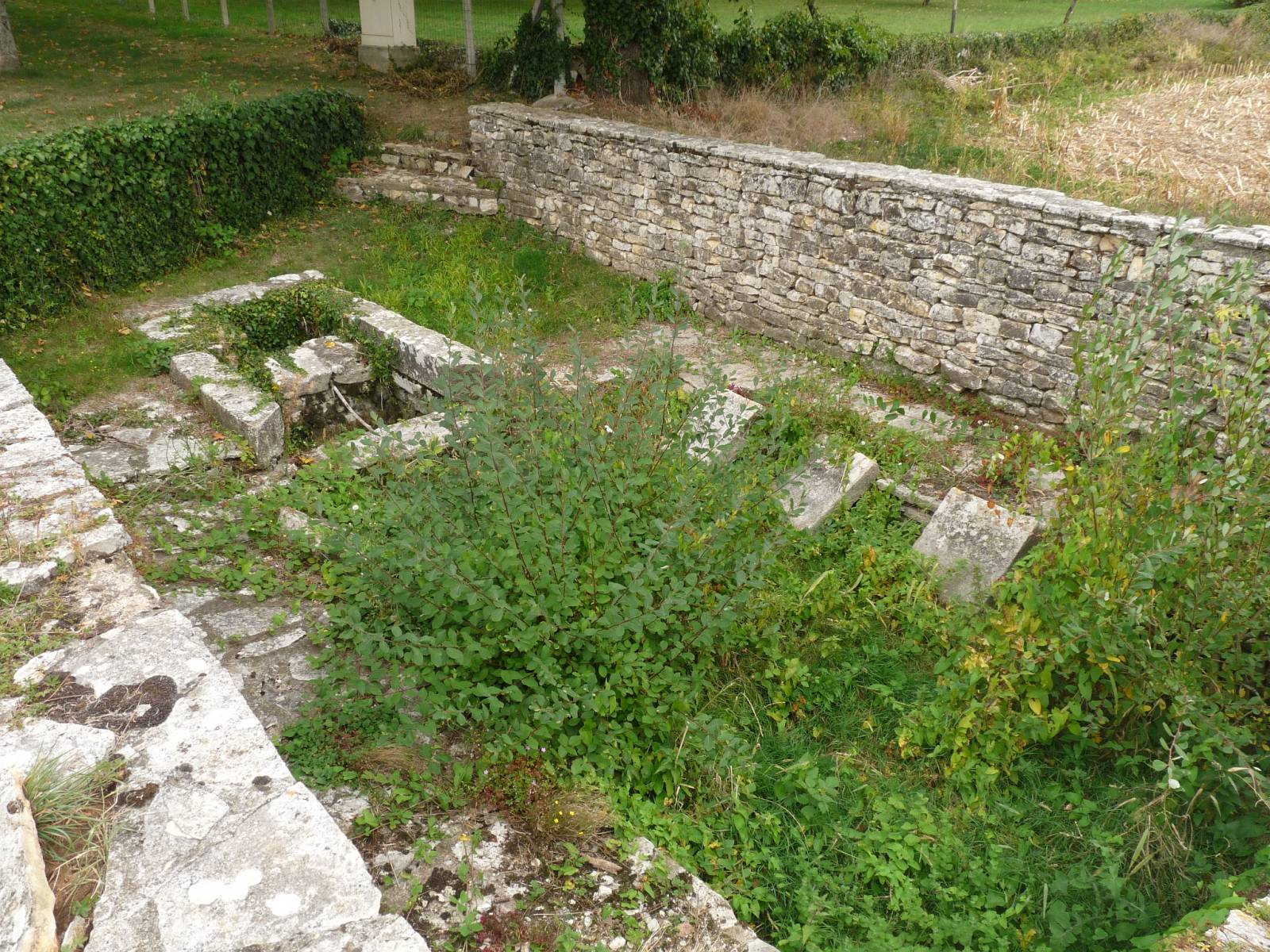
Общественная прачечная
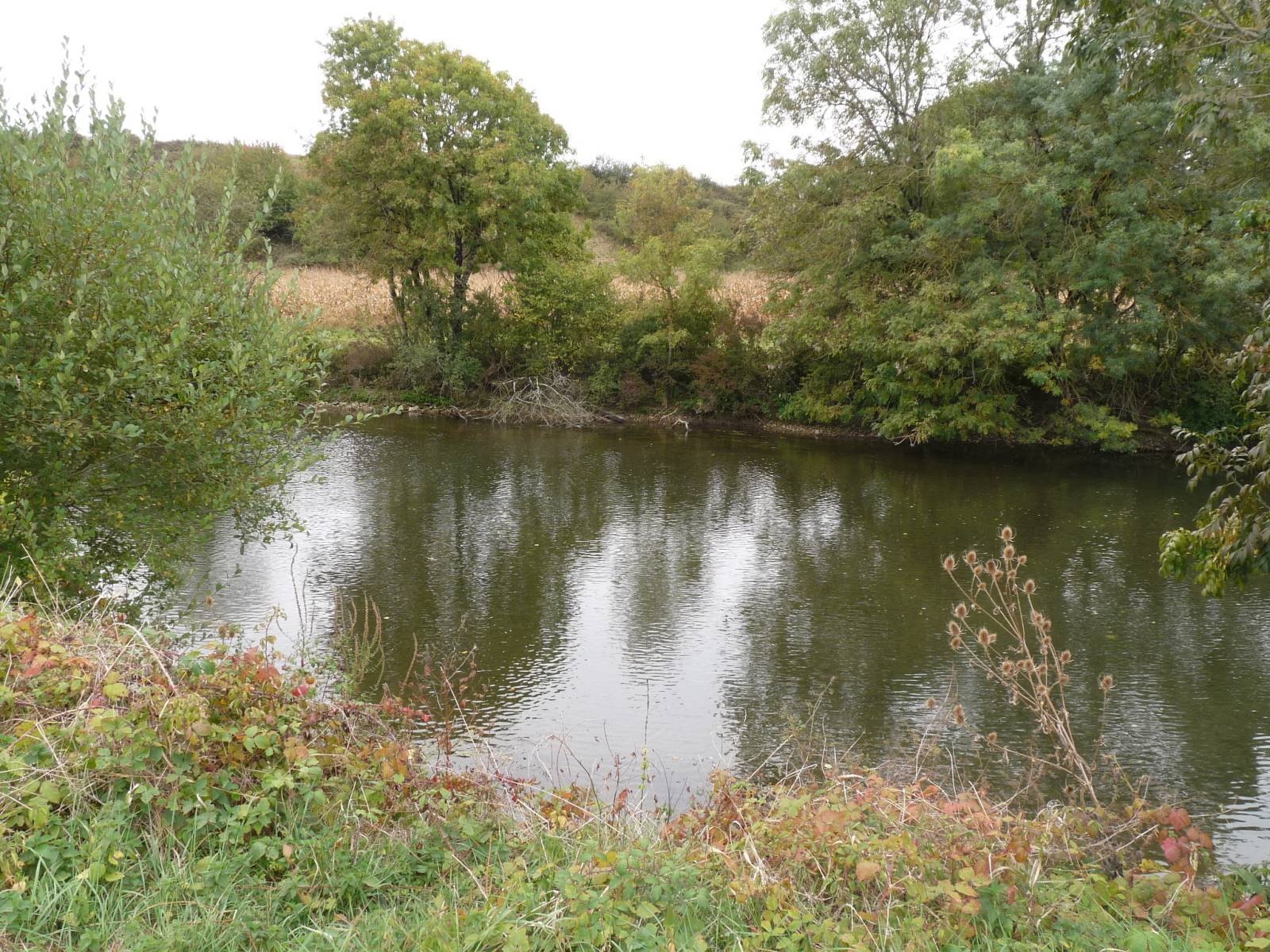
Река Шаранта